# 华南远志
华南远志（学名：Polygala glomerata）为远志科远志属下的一个种。

## 扩展阅读
- 維基物種上的相關：华南远志